# Луїджі Гарз'я
Луїджі Гарз'я (італ. Luigi Garzya, нар. 7 липня 1969, Сан-Чезаріо-ді-Лечче) — італійський футболіст, що грав на позиції захисника. По завершенні ігрової кар'єри — тренер. З 2015 року входить до тренерського штабу молодіжної збірної Італії U-20.

## Клубна кар'єра
Народився 7 липня 1969 року в місті Сан-Чезаріо-ді-Лечче. Вихованець футбольної школи клубу «Лечче». Дорослу футбольну кар'єру розпочав 1985 року в основній команді того ж клубу, в якій провів два сезони, взявши участь лише у 4 матчах, через що у 1987 році грав на правах оренди за «Реджину» у Серії Б. Після повернення у рідну команду поступово став основним гравцем. Цього разу відіграв за клуб з Лечче наступні чотири сезони своєї ігрової кар'єри.
1991 року уклав контракт з клубом «Рома», у складі якого провів наступні три роки своєї кар'єри гравця. Більшість часу, проведеного у складі «Роми», був основним гравцем захисту команди.
Протягом 1994—1996 років захищав кольори клубу «Кремонезе» у Серії А, після чого з 1996 року чотири сезони захищав кольори команди клубу «Барі». Граючи у складі «Барі» також здебільшого виходив на поле в основному складі команди і у першому сезоні допоміг клубу вийти до Серії А, де провів наступні три роки.
У липні 2000 року через конфлікт з головним тренером Еудженіо Фашетті перейшов у «Торіно» і три сезони захищав кольори команди. Після цього протягом 2003—2004 років захищав кольори команди клубу «Гроссето».
Завершив професійну ігрову кар'єру у клубі «Таранто», за який недовго виступав протягом 2005 року.

## Виступи за збірні
З 1987 року залучався до складу молодіжної збірної Італії. З командою до 20 років був чвертьфіналістом молодіжного чемпіонату світу 1987 року, а з командою до 21 року — півфіналістом молодіжного чемпіонату Європи 1990 року.

## Кар'єра тренера
Розпочав тренерську кар'єру невдовзі по завершенні кар'єри гравця, 2007 року, увійшовши до тренерського штабу свого колишнього партнера по «Лечче» Франческо Мор'єро, будучи його асистентом у клубах «Віртус Ланчано», «Кротоне» та «Фрозіноне».
2010 року став асистентом Леонардо Менікіні, який був тренером Луїджі у «Ромі», з яким знову працював у «Кротоне».
У 2013—2015 роках працював тренером молодіжної команди «Трапані», після чого став помічником головного тренера молодіжної збірної Італії до 20 років.